# Brusač dijamanata
Brusač dijamanta obrađuje sirove dijamante. Prije brušenja treba nebrušene komade preispitati po pitanju kvalitete kristala. Samo se kvalitetni kristali izdvajaju za brušenje.
Dijamanti se prvo obrade kalanjem u manje komade, pa se tek onda režu u još manje komade i tek onda bruse.  

## Obrazovanje
U Hrvatskoj brusiona dijamanata nema, navodno su u Zagrebu prije Drugoga svjetskoga rata djelovala 2 brusača dijamanta. Danas je Hrvatskoj najbliža zemlja u kojoj se školuju brusači dijamanta Njemačka.